# Krüselinsee
De Krüselinsee (ook bekend als Krüselin) is een meer in Feldberger Seenlandschaft in de Duitse deelstaat Mecklenburg-Voor-Pommeren. De oostelijke oever ligt in de deelstaat Brandenburg. De naam is afgeleid van het voormalige dorp Krüstlin gelegen op ongeveer 2 km noordwestelijk van het meer.
Het meer is een onderdeel van het Natuurpark Feldberger Seenlandschaft en het natuurreservaat Naturschutzgebiet Krüselinsee und Mechowseen en heeft heel zuiver water met een zichtbaarheid tot 12 meter diep. 